# Paul Vandenberghe
Paul Vandenberghe est un scénariste, dramaturge, réalisateur et acteur français né à Rouen le 31 juillet 1916 et mort à Clichy le 2 mai 1961.

## Biographie
Il fait de la figuration dans les théâtres, avant que sa pièce à succès J'ai 17 ans, qu'il interprète, le fasse connaître.
Après son service militaire à Sedan dans les chasseurs à cheval, il est mobilisé pendant la Seconde Guerre mondiale et fait prisonnier. Il est libéré fin 1941.
Il est marié avec l'actrice Jacqueline Beyrot.
Il est inhumé au cimetière parisien de Saint-Ouen (Seine-Saint-Denis).

## Filmographie

### Réalisateur
- 1949 : On ne triche pas avec la vie (coréalisateur : René Delacroix)
- 1956 : Les Mains liées (coréalisateurs : Aloysius Vachet et Roland Quignon )

### Scénariste (ou dialoguiste)
- 1945 : J'ai dix-sept ans d'André Berthomieu
- 1946 : Gringalet d'André Berthomieu
- 1946 : Pas si bête d'André Berthomieu (dialoguiste)
- 1946 : Amours, Délices et Orgues d'André Berthomieu (dialoguiste)
- 1948 : Blanc comme neige d'André Berthomieu (dialoguiste)
- 1949 : Le Cœur sur la main d'André Berthomieu
- 1949 : On ne triche pas avec la vie
- 1950 : Plus de vacances pour le Bon Dieu de Robert Vernay (Paul Vandenberghe est l'auteur de la pièce adaptée)
- 1951 : Le Roi des camelots d'André Berthomieu
- 1951 : Mademoiselle Josette, ma femme d'André Berthomieu (dialoguiste)
- 1951 : Chacun son tour d'André Berthomieu
- 1953 : Le Dernier Robin des Bois d'André Berthomieu (dialoguiste)
- 1954 : L'Œil en coulisses d'André Berthomieu (dialoguiste)
- 1956 : La Joyeuse Prison d'André Berthomieu
- 1958 : Le Tombeur de René Delacroix (scénariste et dialoguiste)

### Acteur
- 1946 : Gringalet d'André Berthomieu
- 1949 : On ne triche pas avec la vie
- 1956 : Les Mains liées

En 1960, il apparaît dans le court-métrage Le Rondon d'André Berthomieu.